# Encinacaida
Encinacaida es una entidad de ámbito territorial inferior al municipio (EATIM), perteneciente al municipio de Anchuras, de la provincia de Ciudad Real, en la comunidad autónoma española de Castilla-La Mancha, perteneciente a la comarca natural de La Jara en las Tierras de Talavera.
La aldea fue fundada en el siglo XVIII en una zona cercana al pueblo de Anchuras donde había numerosas encinas que por la acción de los fríos vientos invernales quedaban torcidas o rozando el suelo. 
Encinacaida contaba con 33 habitantes (INE 2015), la mayoría jubilados o que viven de la agricultura.
Perteneció hasta 1833 a las antiguas Tierras de Talavera quedando tras la división provincial de Javier de Burgos en la provincia de Ciudad Real.
- Datos: Q8775778